# 藤子不二雄ランド
- 藤子不二雄（全集） > 藤子不二雄ランド

藤子不二雄ランド（ふじこふじおランド）は、1984年から1991年にかけて中央公論社（現・中央公論新社）より出版された藤子不二雄の漫画全集である。通称は「FFランド」。当時経営が低迷していた中央公論社が新事業として展開していた、「漫画刊行路線」を代表するシリーズである。

## 概要
第1期全301巻と、F.F.ランド・スペシャル全30巻が発刊された。2023年現在は絶版となっている。最終巻である『UTOPIA 最後の世界大戦』には第1期全301巻完結とあり、第2期刊行を匂わせたが発刊には至っていない。
2000年に開設された復刊ドットコムでは当初より復刊リクエストが出され（復刊リクエスト番号：1）、復刊へ向けた交渉が行われたものの、藤子・Fサイド（藤本は1996年に死去）からの出版許可が得られず、独立後、権利の管理上藤子不二雄Ⓐ単独名義となった作品（藤本との合作を含む）のみが藤子不二雄Ⓐランド（FFⒶランド）としてブッキングから出版される形となった。なお、コンビ解消後に藤子・F名義となった作品は2009年から2014年にかけて『藤子・F・不二雄大全集』という新たな全集が小学館より刊行された（FとAの両名義になった作品も一部含む）が、現在も全巻の復刊リクエストは継続中である。
藤子不二雄作品は有名作以外は単行本としてまとまっていないものが多数あり、藤子不二雄ランドでしか読めない作品も多かった。当初は『劇画 毛沢東伝』や『ぶきみな5週間』などカルト的な人気作も刊行される予定であったが、日の目を見ることなく第1期が終了した。また、『ドラえもん』は35巻で一旦中断したが、2年後に刊行を再開し、最終的に45巻まで発刊された。

## 出版形態
1984年6月1日から1991年2月3日まで刊行。当初は毎週金曜日に1冊発売であったが、のちに月2回2冊ずつ発売という形態に変わった。1冊目は『海の王子』第1巻であった。
1冊400円前後の安価な価格設定は、コスト削減のため表紙（カバー）にビニールコーティングがされておらず、他の出版社のコミックス（少年、少女、青年問わず）に比べ劣化しやすいという弱点があったが、これは子供が買い求めやすいようにという著者たちの意向によるものだった。児童向け作品を中心としたラインナップも同様の理由からであり、青年向けの作品はほとんど刊行されなかった。サイズは他出版社のコミックスで多く採用されていた新書判よりもわずかに大きいB6判で、これは藤子が敬愛する手塚治虫の手塚治虫漫画全集と同じ大きさである。
各巻は巻頭に付録として表題作のカラーセル画が付き、そのあとで表題の作品、作品の解説記事、読者コーナー、全集に渡って連載される新作連載漫画という収録順であった。付録や読者コーナーが付くのは全集としては異例のスタイルであり、週刊の刊行ペースとも相まって、藤子作品の週刊誌といったような面持ちであった。また、表題の作品のページ数が本1冊の厚さに満たない場合は、『魔太郎がくる!!』14巻の『恐怖探偵局』のように別作品が併録されることもあった。
各エピソードの最終ページには初出誌のデータが記載されているが、間違いが多かったり、データが記載されていないことがある。
また、掲載誌が複数あるタイトルは出来る限り初出の収録順に近づけられて刊行された作品もあれば、「原稿が見つかった順に適当に刊行」という作品もあった。
後半に刊行されたタイトルは、『仮面太郎』、『オヤジ坊太郎』など既に他社で刊行された単行本より収録量が少ない。

## 収録作品
※★印は安孫子、藤本による合作。

### 独立後「藤子不二雄Ⓐ」名義となった作品
- 新編集 怪物くん（全21巻）
- 新編集 忍者ハットリくん（全4巻）
- 新忍者ハットリくん（全8巻）
- まんが道（全23巻）
- 新版 プロゴルファー猿（全22巻）
- 新プロゴルファー猿（全9巻）
- 黒ベエ（全3巻）
- 新編集 魔太郎がくる!!（全14巻）
- ビリ犬（全1巻）
- 怪人二十面相（全2巻）
- 少年時代（全5巻）
- ブラック商会変奇郎（全6巻）
- フータくんNOW!（全1巻）
- きえる快速車（全2巻）★
- ビッグ・1（全2巻）
- シルバー・クロス（全6巻）
- スリーZメン（全2巻）
- 仮面太郎（全1巻）
- シスコン王子（全1巻）
- わかとの（全3巻）★
- 怪人わかとの（全1巻）
- マボロシ変太夫（全2巻）
- オヤジ坊太郎（全2巻）
- くまんばち作戦（全1巻）
- マネー・ハンターフータくん（全7巻） - 続編に当たる『フータくん なんでも会社編』が刊行予定に記載されていたことがある。

### 独立後「藤子・F・不二雄」名義となった作品
- ドラえもん（全45巻）
- 映画原作 大長編ドラえもん（全9巻）
- 21エモン（全5巻）
- エスパー魔美（全9巻）
- キテレツ大百科（全4巻）
- 新編集 パーマン（全12巻）★ - 旧作のみ合作。
- ウメ星デンカ（全5巻）
- ジャングル黒べえ（全1巻） - 黒人差別問題による自主規制により、藤子不二雄ランド刊行中にもかかわらず増刷は行われず、品切れ扱いとなっていた。
- バケルくん（全3巻）
- 宇宙生物モジャ公（全3巻）
- 星人ドビンソン漂流記（全2巻）
- みきおとミキオ（全1巻）
- ポコニャン（全2巻）
- 少年SF短編（全6巻）
- 異色SF短編（全3巻）
- 宙犬トッピ（全1巻）
- 中年スーパーマン左江内氏（全1巻）
- バウバウ大臣（全1巻）
- T・Pぼん（全5巻）
- 新オバケのQ太郎（全7巻）★
- ミラ・クル・1（全1巻）

### 独立後「藤子・F・不二雄 藤子不二雄Ⓐ」名義となった作品
- 海の王子（全5巻）★
- 新編集 オバケのQ太郎（全20巻）★ - 第12巻は黒人差別問題による自主規制により、藤子不二雄ランド刊行中にもかかわらず増刷が行なわれず、品切れ扱いとなっていた。
- UTOPIA 最後の世界大戦（全1巻）★

### 併録
藤本単独作
- パパは天さい!（『21エモン』5巻）
- ぼくのロボット（『21エモン』5巻）
- ぼくのオキちゃん（『キテレツ大百科』3巻）
- ボクラ共和国（『キテレツ大百科』4巻）
- 宙ポコ（『ミラ・クル・１』）
- きゃぷてんボン（『宙犬トッピ』）
- ユリシーズ（『UTOPIA 最後の世界大戦』）
- おやゆびひめ（『UTOPIA 最後の世界大戦』）

安孫子単独作（または独立後「藤子不二雄Ⓐ」名義となった合作）
藤子不二雄Aデジタルセレクション#作品の一覧で「底本」が「FFAL」になっている作品の「併録」を参照。または藤子不二雄Aデジタルセレクション#併録などの一覧を参照。

## 解説記事
作品本編と奥付の後に「週刊F.F.ランド」のタイトルが掲載され、表題作、収録作の解説や、関連した内容の記事が1〜数頁掲載された。これらの巻末の作品は、藤子不二雄Aランドには収録されていない。
藤子不二雄まんがスクール
『まんが道』のみ、この解説記事枠に『藤子不二雄まんがスクール』が連載された。本作は『週刊少年チャンピオン』に連載された『チャンピオンマンガ科』（安孫子作）の加筆訂正版。後に単行本化された。

## 巻末収録作品
発行開始当初は毎号、巻末に描き下ろしの新作漫画が連載されていた。この巻末ページでは、のちに旧作の再録も行われるようになった。これらの巻末の作品は、藤子不二雄Aランドには収録されていない。

### 新作連載
『ウルトラB』と『チンプイ』はのちにアニメ化もされた。
安孫子
- ウルトラB（藤子不二雄〜藤子不二雄Ⓐ）
- まんが道（第二部）（藤子不二雄〜藤子不二雄Ⓐ）
- タカモリが走る（藤子不二雄Ⓐ）

藤本
- チンプイ（藤子不二雄〜藤子不二雄Ⓕ〜藤子・F・不二雄）

エッセイ
- ワールド旅行記（全15回の連載）
  - ヨーロッパ鉄道の旅（1-4）
  - インカ帝国の砦 マチュピチュ遺跡への旅
  - トルコ 洞穴遺跡めぐりの旅（1,2）
  - ドラえもん タイに行く（1,2）
  - TPCの難コースに挑戦!!（1-3）
  - 万里の長城の国でパンダになった（1-3）

### 再録
巻末に掲載された旧作漫画。
合作
- 元祖ウルトラB（原題：ウルトラB そのとき三発!。『まんが道』11巻）

安孫子
- 十手の十一（全4回の連載）
- アニマル世界をゆく!!（『フータくん』2巻、『プロゴルファー猿』19巻）
- ゼロ戦タンク（『魔太郎がくる!!』13巻）
- ゼンダ城の虜（『怪人二十面相』2巻）
- トキワ荘物語（『まんが道』7巻）
- ドタバタ王子（『怪物くん』19巻）
- ハリケーン・ロックの決闘（『魔太郎がくる!!』14巻）
- ロケットくん「ゴルゴンの巻」（『魔太郎がくる!!』12巻）
- 新怪物くん（『怪物くん』21巻）

藤本
- ベラボー（「藤子不二雄としのだひでお」名義。全18回の連載）
- ドラえもん誕生（『大長編ドラえもん』3巻）

### その他
- 大研究「キテレツ大百科」（全2回）
- 「まんが道・青春篇」グラフィティ（『怪物くん』3巻）

## F.F.ランド・スペシャル
藤子不二雄ランドに連載された作品など。
安孫子作品
- ウルトラB（全11巻）
- 第二部まんが道（全2巻）
- 長編ウルトラB（全1巻）
- タカモリが走る（全2巻）
- 藤子不二雄まんがスクール

藤本作品
- チンプイ（全4巻）
- 完全版チンプイ（全4巻）

解説本等
- 藤子不二雄ランド ひみつ500大探検
- 藤子不二雄ランド ひみつ500大探検PARTII
- 藤子不二雄ランド ウルトラBひみつ大探検
- 藤子不二雄ランド 遊びカタログ
- スーパー・メカノサイエンス ドラえもん道具カタログ

## CM
かつて中央公論社時代に『藤子不二雄ワイド』のスポンサーとして参加し、当番組内で放映されたアニメーション形式のCM。最後に新刊の告知とともに「本屋さんでね」で締める。初期においてはドラえもん（声：大山のぶ代）がナレーションを務めており、形式は以下のようになっていた。
- 通常の場合 - 「毎週金曜日発売。今週は『○○○○○（作品名）』。本屋さんでね」
- 『ドラえもん』の場合 - 「毎週金曜日発売。今週はボクなんです。本屋さんでね」[注 2]

## 藤子不二雄Aランド
藤子不二雄Ⓐランドは、藤子不二雄Ⓐの漫画全集。藤子不二雄ランドのうち、独立後に「藤子不二雄Ⓐ」単独名義となった作品が表題となっている149冊をブッキングより復刊したもの（安孫子と藤本の合作も含む）。
セル画、解説記事、読者コーナー、巻末の連載漫画は収録されていない。ただし、セル画と同じイラストは「藤子不二雄Ⓐランドギャラリー」として、カバー袖に縮小印刷されている。2002年6月29日から2005年7月12日まで、毎月12日と28日に2冊ずつ刊行された。全冊をブッキングから予約購入した場合は、未収録作品を含む特典冊子『F.F.Ⓐランド完結記念 初期少年まんが選集』がついてきた。
当初、出版社（ブッキング）はインターネット中心の販売を行っていたため1冊1,000円の価格設定を考えたが、コンビニ販売の300円コミックが流行したことで、嶋中書店の社長が300円での販売を提案。しかし藤子Ⓐから「全集なのでカバーは必要」「できればFFランドと同じ装丁で」との要望があり、FFランドとほぼ同じ装丁で刊行されることになった。当時、石ノ森章太郎の全集が刊行途中で中断したこともあり、藤子スタジオからは500〜700円の無理のない価格で全巻の刊行をという意見も出されたが、最終的に300円にカバーの料金を足した390円（税抜）での刊行が決まった。2009年9月以降に重版された分に関しては790円に価格改定された。2012年に復刊ドットコムから再発売された。
2014年、同内容の電子書籍が藤子不二雄Ⓐデジタルセレクションで購入できるようになった。

### Aランド収録作品
藤子不二雄Aデジタルセレクション#作品の一覧で「底本」が「FFAL」になっている作品を参照（『まんが道』は1〜23巻が「FFAL」）。

### FFランドとAランドの収録作品の違い
巻末の漫画が削除されている等の全巻の相違点以外の、収録作品内の相違点は下記の通り。
『怪物くん』4巻の「アフリカ珍道中」が「怪物ランドのオリンピック」に差し替え
1話が丸ごと差し替えられた。また、雑誌掲載時の冒頭シーンは怪物大王が「ミュンヘンオリンピック開催準備」のニュースを見て感化されるという内容だったが、オリンピックの夢を見て唐突に開催を決める内容に描き換えられている。
部分的な描き換え
| # | 書名             | 巻数 | サブタイトル                   | 変更内容                                                                                          |
| - | ---------------- | ---- | ------------------------------ | ------------------------------------------------------------------------------------------------- |
| 1 | 怪物くん         | 1    | 〈予告編〉怪物くんたちのきた夜 | 扉で巨大な怪物くんに掴まれている藤子不二雄（安孫子と藤本）をヒロシとねえさんに変更。              |
| 2 | 怪物くん         | 9    | 鳥の味方だコンドル魔人         | p162の解説者を描き換え（1つの身体から安孫子と藤本の顔が生えた解説者から、普通の安孫子に）。       |
| 3 | 怪物くん         | 10   | 地底よいとこ一度はおいで       | p33の解説者（パイプをくわえた藤本似の人物）を削除。                                               |
| 4 | 忍者ハットリくん | 3    | 無人島漂流                     | p51、52の人食い人間を怪獣に描き換え。                                                             |
| 5 | 魔太郎がくる!!   | 7    | 燃えよ! 魔太郎                 | p74〜76に掲載されている「ブルース・リー」を「ドラゴン・リー」（扉は魔太郎の顔）に描き換え。       |
| 6 | 魔太郎がくる!!   | 8    | ウラメーション!!               | p108〜110に掲載されている「星のピーマン」をパーマンとそっくりな風貌から似ていない風貌に描き換え。 |
| 7 | わかとの         | 1    | オンボロ花見で賞品かせぎ       | p57の野性的な黒人の仮装を、ピエロの仮装に描き換え。                                               |

### 初期少年まんが選集
『F.F.Ⓐランド完結記念 初期少年まんが選集』は藤子不二雄Ⓐランドの全巻予約特典冊子。B5判ハードカバー。74頁。収録作品は下記の通り（★印は藤本との合作）。

#### オーケー学校
「その1 どんぐりくんうりだす」（月刊『ぼくら』1963年5月号）全23頁を収録。

#### 忍者ロビイ
連載1〜10回（ただし2、8回を除く）を収録。1961年『さんわこども新聞』に連載。

#### リトル紳士
連載1〜4、8〜11、14、15回（10回分）を収録。1961年『さんわこども新聞』に連載。

#### 一日だけのさむらい
鉛筆書きの案（ペン入れ前の下描き）6頁を収録。奥付には1951年（高校を卒業し新聞社に就職した年）の未発表作と記されているが、『幼年クラブ』の女性記者に3回描き直しを命じられ直接持っていったという談話と食い違うため、これは本書の誤植と考えられる。本作が1956年に発表した『チビわかまる』と似た内容であることや、安孫子の日記から、正しい執筆年は1956年だと考えられる。

#### お化け……心やさしき友よ
『漫画少年』1955年7月号に掲載された3頁を収録。

#### スポーツの秋
『漫画少年』1955年9月号に掲載された3頁を収録。

#### 海抜六千米の恐怖★
『漫画少年』1954年6月号に掲載された8頁を収録。『漫画少年』廃刊後、本作の原稿は行方不明になっていたが、廃刊後30年経ってから6頁分（2、3頁目以外の頁）だけが九州で発見された旨が藤子Ⓐの解説で語られている。本作は『藤子不二雄ランド』や『藤子不二雄Ⓐランド』の『くまんばち作戦』にも収録されているが、『くまんばち作戦』収録版は『漫画少年』の印刷物をもとに後年の安孫子と作画スタッフ（アシスタント）がトレース等を行って復刻したものである。『初期少年まんが選集』に収録されたことで、安孫子と藤本が上京前に高岡で執筆した原稿を大判の美しい印刷で読めるようになった。